# Câmpulung la Tisa
Câmpulung la Tisa é uma comuna romena localizada no distrito de Maramureș, na região histórica da Transilvânia. A comuna possui uma área de 29.87 km² e sua população era de 2468 habitantes segundo o censo de 2007.
É também uma aldeia conhecida devido ao nascimento de Emmerich Dembrovschi, jogador profissional romeno que marcou no mundial de futebol em 1970 contra o Brasil comandado por Pelé.